# FK Dinamo Moskva
FK Dinamo Moskva nogometni je klub iz Moskve, Rusija. Trenutno se natječe u Ruskoj Premijer ligi.

## Povijest
Klub je osnovan 18. travnja 1923. godine. Igrao je značajnu ulogu u Sovjetskom Savezu. Prvak je bio jedanaest puta, dok je kup SSSR-a osvajao šest puta. U sezoni 1971/72. igrao je finale Kupa pobjednika kupova protiv Rangersa. Poražen je s 3:2.

## Uspjesi

### Domaći uspjesi
Prva liga SSSR:
- Prvak (11): 1936., 1937., 1940., 1945., 1949., 1954., 1955., 1957., 1959., 1963., 1976.

Ruska Premijer liga:
- Finalist (1): 1994.

Kup SSSR:
- Prvak (6): 1937., 1953., 1967., 1970., 1977., 1984.

Kup Rusije:
- Prvak (1): 1994./95.

Kup SSSR:
- Prvak (1): 1977.

### Europski uspjesi
UEFA Kup pobjednika kupova:
- Finalist (1): 1971./72.

## Vanjske poveznice
- Službena stranica  Arhivirana inačica izvorne stranice od 9. lipnja 2018. (Wayback Machine)